# Першостепановське сільське поселення
Першостепа́новське сільське поселення (рос. Первостепановское сельское поселение) — муніципальне утворення у складі Цівільського району Чувашії, Росія. Адміністративний центр — село Перше Степаново.
Станом на 2002 рік існували Першостепановська сільська рада (село Перше Степаново, присілки Амачкаси, Велике Тугаєво, Іремкаси, Треті Вурманкаси) та Степнотугаєвська сільська рада (присілки Анаткаси, Другі Сіньяли, Вутакаси, Степне Тугаєво, Чирші).

## Населення
Населення — 760 осіб (2019, 1020 у 2010, 1171 у 2002).

## Склад
До складу поселення входять такі населені пункти:
| Населений пункт            | Населення, осіб (2002) | Населення, осіб (2010) |
| -------------------------- | ---------------------- | ---------------------- |
| Амачкаси, присілок         | 43                     | 46                     |
| Анаткаси, присілок         | 86                     | 68                     |
| Велике Тугаєво, присілок   | 204                    | 155                    |
| Другі Сіньяли, присілок    | 86                     | 73                     |
| Вутакаси, присілок         | 68                     | 54                     |
| Іремкаси, присілок         | 45                     | 43                     |
| Перше Степаново, село      | 216                    | 210                    |
| Степне Тугаєво, присілок   | 238                    | 218                    |
| Треті Вурманкаси, присілок | 106                    | 89                     |
| Чирші, присілок            | 79                     | 64                     |